# Poritia interjecta
Poritia interjecta är en fjärilsart som beskrevs av Hans Fruhstorfer 1912. Poritia interjecta ingår i släktet Poritia och familjen juvelvingar. Inga underarter finns listade i Catalogue of Life.